# De oroliga
De oroliga (norska: De urolige) är en roman från 2015 av den norska författaren Linn Ullmann. Den handlar om Ullmanns barndom och hennes föräldrar Ingmar Bergman och Liv Ullmann. De tre huvudpersonerna förblir dock namnlösa i boken.
Ullmann beskrev De oroliga som en kärleksroman: "Det är min kärlek till mina föräldrar. Det är deras långa vänskap. Och det är kärleken till en plats, min fars hem på den svenska ön Fårö."

## Tillkomst
Boken har sin upprinnelse i ett projekt där Ullmann och hennes far skulle skriva en gemensam bok om åldrande. Bergman dog dock, innan boken kunde förverkligas. Ett antal inspelade samtal från planeringen finns införlivade i De oroliga.

## Mottagande
Boken tilldelades P2-lyssnarnas romanpris. Juryn beskrev den som "en modig, varm och ärlig roman som blir allmängiltig, trots att den handlar om en konkret familj". Den nominerades till Kritikerpriset och Nordiska rådets litteraturpris.